# Субпрефектура Сан-Матеус

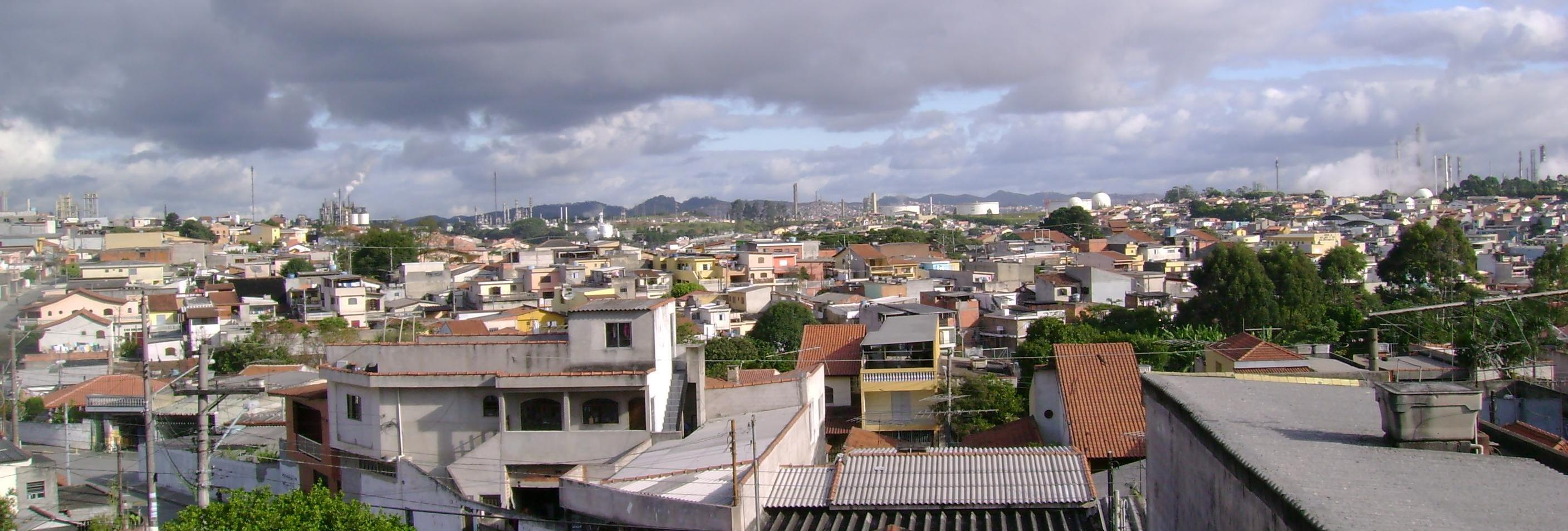
Вид округа Сан-Рафаэл

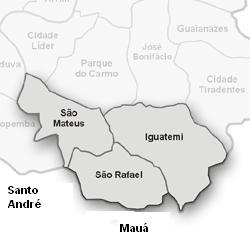
Карта субпрефектуры Сан-Матеус

Субпрефектура Сан-Матеус (порт. Subprefeitura de São Mateus) — одна из 31 субпрефектур города Сан-Паулу, находится в восточной части города. Общая площадь 45,8 км². Численность населения — 436 329 жителей.
В составе субпрефектуры Сан-Матеус 3 округа:
- Сан-Матеус (São Mateus)
- Сан-Рафаэл (São Rafael)
- Игуатеми (Iguatemi)